# Puchar Białorusi w piłce nożnej (2012/2013)
Puchar Białorusi 2012/2013 - XXII rozgrywki piłkarskie na Białorusi, mające na celu wyłonienie zdobywcy krajowego Pucharu, który zakwalifikuje się tym samym do Ligi Europy UEFA sezonu 2013/14. Sezon trwa od 13 czerwca 2012 do 26 maja 2013.
W sezonie 2012/2013 rozgrywki te składały się z:
- I rundy,
- meczów 1/16 finału,
- meczów 1/8 finału,
- meczów 1/4 finału,
- meczów 1/2 finału,
- meczu finałowego.

## Drużyny
Do rozgrywek Pucharu przystąpiło 48 klubów Premier, Pierwszej i Drugiej Lihi oraz Zdobywca Pucharów Regionalnych.
| Kluby Pierwszej Ligi: | Kluby Drugiej Ligi: | Kluby Trzeciej Ligi: | Zdobywcy pucharów regionalnych:                                                               |
| - BATE Borysów - Szachcior Soligorsk - FK Homel - Dynama Mińsk - Biełszyna Bobrujsk - Tarpieda-BiełAZ Żodzino - Naftan Nowopołock - Nioman Grodno - FK Mińsk - FK Brześć - Sławija Mozyrz | - FK Witebsk - Dniapro Mohylew - FK Haradzieja - Skwicz Mińsk - FK Słuck - Wiedrycz-97 Rzeczyca - Chwala Pińsk - Hranit Mikaszewicze - FK Połock - FK Smorgonie - FK DSK Homel - FK Rudzieńsk - Chimik Świetłohorsk - FK Lida - FK Bereza | - FK Kleck - Dynama-Biełkard Grodno - FK Baranowicze - FK Beltransgaz Słonim - Zabudowa Mołodeczno - Kamunalnik Słonim - FK Homelzheldortrans - FK Livadiya Dzierżyńsk - Zwiazda-BDU Mińsk - FK Smolewicze-STI - FK Żłobin - FK Orsza - FK Osipowicze - FK Miory - FK Isloch Mińsk Raion | - Azot Grodno - Gazovik Witebsk - Homelsteklo Kostiukowka - FK Horki - MLF Mińsk - FK Prużana |

## Wyniki

### I runda
Mecze rozegrano 13 czerwca 2012.
| MLF Mińsk               | 0:5          | FK Witebsk             |                               |
| FK Livadiya Dzierżyńsk  | 2:3          | FK Beltransgaz Słonim  |                               |
| Homelsteklo Kostiukowka | 1:3          | FK Isloch Mińsk Raion  |                               |
| FK Osipowicze           | 0:2          | Zwiazda-BDU Mińsk      |                               |
| FK Horki                | 1:4          | FK Słuck               |                               |
| FK Prużana              | 1:2          | Wiedrycz-97 Rzeczyca   |                               |
| FK Baranowicze          | 0:1          | Chwala Pińsk           | po dogrywce                   |
| FK Homelzheldortrans    | 3:1          | FK Smolewicze-STI      |                               |
| Kamunalnik Słonim       | 0:0 (k. 3-5) | FK Połock              | po dogrywce i rzutach karnych |
| Zabudowa Mołodeczno     | 1:4          | FK Smorgonie           |                               |
| Gazovik Witebsk         | 1:3          | FK DSK Homel           |                               |
| FK Orsza                | 1:2          | FK Rudzieńsk           |                               |
| Azot Grodno             | 0:5          | Chimik Świetłohorsk    |                               |
| FK Lida                 | 3:1          | Dynama-Biełkard Grodno |                               |
| FK Miory                | 0:1          | FK Neman Mosty         |                               |
| FK Kleck                | 2:4          | FK Żłobin              |                               |

### 1/16 finału
Mecze rozegrano 19, 21 i 22 lipca oraz 6, 8 i 9 września 2012.
| FK Rudzieńsk          | 0:4          | BATE Borysów            |                               |
| FK Homelzheldortrans  | 0:1          | Szachcior Soligorsk     |                               |
| FK Połock             | 1:1 (k. 6-7) | FK Homel                |                               |
| Wiedrycz-97 Rzeczyca  | 0:1          | Dynama Mińsk            |                               |
| FK Żłobin             | 0:2          | Biełszyna Bobrujsk      |                               |
| FK Witebsk            | 1:2          | Tarpieda-BiełAZ Żodzino |                               |
| Chwala Pińsk          | 0:0 (k.3:2)  | Naftan Nowopołock       | po dogrywce i rzutach karnych |
| FK Smorgonie          | 1:3          | Nioman Grodno           |                               |
| FK Isloch Mińsk Raion | 0:3          | FK Mińsk                |                               |
| FK Neman Mosty        | 1:7          | FK Brześć               |                               |
| FK Lida               | 0:2          | Sławija Mozyrz          |                               |
| Zwiazda-BDU Mińsk     | 0:2          | Skwicz Mińsk            |                               |
| FK DSK Homel          | 0:2          | FK Bereza               |                               |
| Chimik Świetłohorsk   | 0:2          | FK Haradzieja           |                               |
| FK Beltransgaz Słonim | 4:1          | Hranit Mikaszewicze     |                               |
| FK Słuck              | 1:2          | Dniapro Mohylew         |                               |

### 1/8 finału
Mecze rozegrano 26 września, 11 i 13 października oraz 21 listopada 2012.
| BATE Borysów        | 0:1          | Tarpieda-BiełAZ Żodzino |                               |
| Szachcior Soligorsk | 3:0          | FK Beltransgaz Słonim   |                               |
| Nioman Grodno       | 1:1 (k. 4:5) | FK Homel                | po dogrywce i rzutach karnych |
| Dynama Mińsk        | 5:0          | Chwala Pińsk            |                               |
| Biełszyna Bobrujsk  | 1:0          | FK Bereza               |                               |
| Dniapro Mohylew     | 1:2          | Skwicz Mińsk            |                               |
| FK Haradzieja       | 0:2          | FK Mińsk                |                               |
| Sławija Mozyrz      | 1:5          | FK Brześć               |                               |

### 1/4 finału
Mecze rozegrano 16 i 17 marca 2013.
| Dynama Mińsk       | 0:0 (k. 4:2) | Szachcior Soligorsk     |             |
| Biełszyna Bobrujsk | 1:4          | Tarpieda-BiełAZ Żodzino |             |
| Skwicz Mińsk       | 1:0          | FK Brześć               | po dogrywce |
| FK Mińsk           | 3:2          | FK Homel                |             |

### 1/2 finału
Mecze rozegrano 3 kwietnia 2013.
| FK Mińsk     | 1:0 | Tarpieda-BiełAZ Żodzino |  |
| Dynama Mińsk | 5:0 | Skwicz Mińsk            |  |

### Finał
| 26 maja 2013 19:00 | Dynama Mińsk · Hernán Figueredo 36' (k) | 1:1 (dogr.) k. 1:4 | FK Mińsk · 33' Siarhiej Sasnouski | Stadion Tarpieda, Żodzino Widzów: 6 000 Sędzia: Igor Kruk (Mołodeczno) |
|                    |                                         |                    |                                   |                                                                        |